# Minuartia grignensis
Minuartia grignensis là loài thực vật có hoa thuộc họ Cẩm chướng. Loài này được (Rchb.) Mattf. mô tả khoa học đầu tiên năm 1922.